# Bootania neocaledonica
Bootania neocaledonica is een vliesvleugelig insect uit de familie Torymidae. De wetenschappelijke naam is voor het eerst geldig gepubliceerd in 1950 door Milliron.